# Hlas
Hlas sexuální menšiny [Voz de la Minoría Sexual], habitualmente referido como  Hlas, desde 1932 Nový hlas: List pro sexuální reformu [Nueva Voz: Revista de Reforma Sexual], de 1936 a 1937 nuevamente como Hlas, en 1938 como Hlas přírody, fue una revista para hombres y mujeres homosexuales de Checoslovaquia, publicada con varias interrupciones desde 1931 hasta 1938. Fue la primera revista homosexual en un país de Europa central u oriental. Además de textos de autores checoslovacos, también publicó textos en alemán, incluidos autores de renombre como Magnus Hirschfeld, Karl Giese y Rolf. A partir de 1933 fue la única revista gay en el mundo, además de la revista suiza Freundschaftsbanner. 

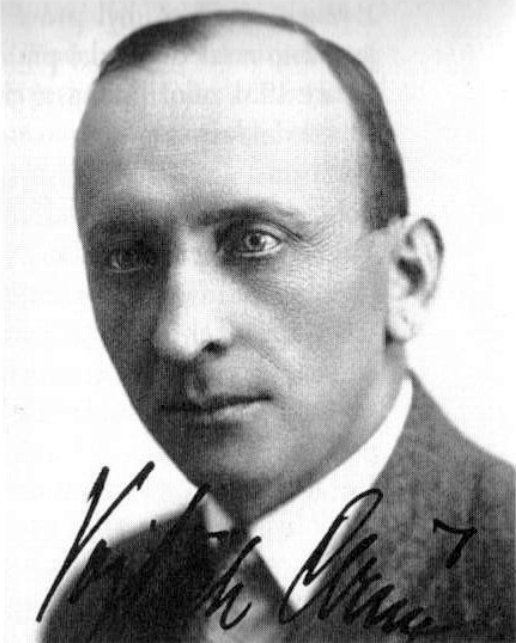
Vojtěch Černý, fundador de Hlas

## Hlas (1931-1932)
Hlas fue fundada en 1931 por Vojtěch Černý con la ayuda de su hermano František. Vojtěch era un exsoldado que había sido licenciado con dehonor del ejército alrededor de 1918, debido a una condena bajo el artículo 129 (el equivalente checo al §175 alemán). Hlas se editaba cada dos semanas, pero tuvo que ser descontinuada en 1932 debido a problemas financieros. 
En 1932, bajo la dirección del pintor Štefan L. Kostelníček, apareció otra revista homosexual en Brno llamada Kamarád, que debía acompañar el establecimiento de una organización homosexual independiente. Debido a que Kostelníček se encontraba en prisión, no pudo ir más allá de un único número. En la revista, Kostelníček se refirió explícitamente a Hlas y pidió a sus lectores que se suscribieran tanto a Kamarád como a Hlas, que calificó como «dos revistas idénticas».

## Novy hlas (1932-1934)
Después de una breve pausa, Antonín Steimar se hizo cargo de la revista, la renombró Nový hlas: List pro sexuální reformu y modificó la periodicidad a mensual. Los editores fueron Jiří Karásek ze Lvovic, el abogado František Čeřovský y Eduard Weingart, seudónimo de la periodista Jana Mattuschová, y Lída Merlínová como autora específicamente para temas lésbicos. Más tarde se les unió Vladimír Vávra, que se desempeñó como editor en jefe. La revista no era el órgano oficial de una organización, pero estaba cerca de la Československá Liga pro sexuální reformu (Liga Checoslovaca para la Reforma Sexual, CLSR) y la organización gay Osvětové a společenského sdružení Přátelství (Asociación de Amigos Ilustrados, OSSP).
Tanto Hlas como Nový hlas estaban estrechamente asociadas con el sexólogo y activista homosexual alemán Magnus Hirschfeld, a quien habían conocido a través de la CSLR, la rama checoslovaca de la Liga Mundial para la Reforma Sexual de Hirschfeld. Hlas ya había informado regularmente sobre Hirschfeld, lo había entrevistado y publicaba textos suyos.
Después de que Hirschfeld tuviera que huir de Alemania en 1933 y su instituto de sexología en Berlín fuera destruido, su pareja, Karl Giese, contactó al equipo editorial de Nový hlas a fines de 1933. Después de la destrucción de la prensa homosexual en Alemania, Hirschfeld y Giese intentaron hacer de Nový hlas un nuevo portavoz. En un saludo, Hirschfeld escribió: «La llama que se apagó en la tierra de Goethe, Kant y Nietzsche, brillará con nuevo esplendor en la tierra de Huss, Comenius y Masaryk y arrojará sus rayos desde allí, a donde se originó la luz. ¡Gracias a ustedes, camaradas y portadores de antorchas checoslovacos!» Como resultado, los números publicados ese año se complementaron en 1934 con un suplemento en alemán y tanto Karl Giese como Magnus Hirschfeld publicaron textos en Nový hlas. Sin embargo, la intención de Giese y Vávra de convertir este suplemento en una revista independiente en alemán fracasó porque Nový hlas tuvo que dejar de publicarse en octubre de 1934 debido a la falta de suscriptores.
Además de Giese y Hirschfeld, el suizo Karl Meier también publicó en Hlas, que más tarde se convertiría en el editor, Rolf, de la importante revista homófila Der Kreis.

## Hlas (1936-1937) / Hlas přírody (1938)
En 1936, uno de los fundadores, Vojtěch Černý, reanudó la revista, y en 1937 aparecieron siete números más.
Después de un breve descanso, la revista Hlas přírody apareció en septiembre de 1938, provenía de las filas de la Liga para la Reforma Sexual «bajo nueva administración» y se refirió a Hlas y Nový Hlas como predecesoras, que habían fallado en parte debido a los editores y en parte a la falta de suscriptores. Informó de la muerte de Vojtěch Černý, que murió una «muerte trágica» en Praga en abril de 1938. En un obituario queda claro que Černý era obviamente una personalidad problemática, controvertida y a menudo hostil.
En el único número de Hlas přírody se propuso nuevamente la posibilidad de que, si hubiera suficientes suscriptores de habla alemana, también se pudiera publicar una edición independiente en alemán. Para interesarlos en la revista, Hlas přírody contenía artículos originales en idioma alemán, incluido un texto de Kurt Hiller y un saludo en alemán.
Con la ocupación de Checoslovaquia por la Wehrmacht alemana en octubre de 1938, las condiciones para la continuación de la revista ya no se cumplían y no aparecieron más número. 

## Contenido
La revista informaba sobre desarrollos de naturaleza social y legal que eran relevantes para los homosexuales, bisexuales y ocasionalmente también travestis. En una especie de resumen de la prensa, también imprimía extractos de otras revistas que se considerarban interesantes para los lectores. Además, se escribiía una especie de sección sobre la literatura y el arte homoerótico. Los anuncios incluían clubes y bares homosexuales, especialmente de Praga, buscando clientes. Los artículos que trataban específicamente los problemas de las mujeres lesbianas aparecían solo ocasionalmente; Lída Merlínová también escribió al menos un artículo sobre el travestismo masculino y femenino.
De vez en cuando aparecían artículos en alemán, por lo que Hlas se dirigía deliberadamente a una audiencia internacional de habla alemana, una estrategia que luego fue adaptada con éxito por la revista suiza Der Kreis.